# Mario Moletti
Mario Moletti (Brescia, ...) è un pittore e illustratore italiano.

## Biografia
Frequenta l'Accademia di Belle Arti di Brera. Inizia la sua carriera negli anni sessanta in qualità di grafico, illustratore e fotografo per l'editoria musicale. Per la Ri-Fi realizza le copertine dei dischi dei cantanti di maggior successo dell'epoca sia italiani che stranieri. Risale a quel periodo la formazione del Clan Celentano, di cui progetta e realizza il marchio e cura la grafica.
Nel 1968 disegna la copertina e le litografie dell'album di Don Backy Le quattro Stagioni oggi a catalogo presso la Discoteca di Stato Istituto Centrale per i beni sonori e audiovisivi, Ente del Ministero per i Beni e le Attività Culturali.
Nel 1974 il Comune di Milano, che già aveva acquistato in precedenza tre sue opere, gli dedica una mostra personale all'Arengario, in Piazza del Duomo. Una serie di illustrazioni per il racconto "I tre cani" viene pubblicato sulla serie I Quindici edita nel 1967 nel volume secondo Racconti e Fiabe.
Nei primi anni '80 approda all'uso del computer, contribuendo alla nascita grafica digitale, sia per la realizzazione delle illustrazioni che per il ritocco fotografico.
Nel 1994, con il gruppo Sinedita che vince il concorso per la realizzazione completa della grafica per la corporate identity della  51ª Mostra Internazionale d'Arte Cinematografica di Venezia, Moletti realizza il manifesto della mostra ed il manifesto della retrospettiva mentre tutta la biglietteria e tutti gli altri materiali compreso il coordinamento e  la gestione completa del progetto vengono realizzati da un altro creativo,  cui segue l'anno successivo Cats, il musical di Andrew Lloyd Webber.